# Coppa Libertadores 2012 (fase a gironi)
Questa voce raccoglie un approfondimento sulle gare della fase a gironi dell'edizione 2012 della Coppa Libertadores.

## Gruppi

### Gruppo 1

#### Prima giornata
| Arbitro: | Líber Prudente |

|                      |           |  |
| Oscar 23’ Dátolo 89’ | Marcatori |  |

| Arbitro: | Carlos Vera |

|                           |           |             |
| Cristaldo 33’ Ramallo 90’ | Marcatori | 9’ Henrique |

#### Seconda giornata
| Arbitro: | Federico Beligoy |

|                          |           |                 |
| González 26’ Escobar 76’ | Marcatori | 23’ (aut.) Vaca |

| Arbitro: | Evandro Roman |

|                           |           |                    |
| Neymar 18’ (rig.) 53’ 64’ | Marcatori | 63’ Leandro Damião |

#### Terza giornata
| Arbitro: | Antonio Arias Alvarenga |

|                                               |           |  |
| Dagoberto 3’ Leandro Damião 6’ 56’ 72’ Jô 80’ | Marcatori |  |

| Arbitro: | Roberto Silvera |

|            |           |                                 |
| Tejada 14’ | Marcatori | 35’ Fucile 39’ Ganso 68’ Borges |

#### Quarta giornata
| Arbitro: | Omar Ponce |

|             |           |              |
| Ramallo 46’ | Marcatori | 88’ Gilberto |

| Arbitro: | Patricio Loustau |

|                            |           |  |
| Edu Dracena 15’ Neymar 58’ | Marcatori |  |

#### Quinta giornata
| Arbitro: | Sandro Meira Ricci |

|        |           |                 |
| Nei 8’ | Marcatori | 64’ Alan Kardec |

| Arbitro: | Alfredo Intriago |

|            |           |  |
| Araújo 20’ | Marcatori |  |

#### Sesta giornata
| Arbitro: | Marlon Escalante |

|            |           |  |
| Tejada 14’ | Marcatori |  |

| Arbitro: | Julio Quintana |

|                            |           |  |
| Alan Kardec 85’ Neymar 87’ | Marcatori |  |

| Squadra       | Pt | G | V | N | P | GF | GS | DR |
| ------------- | -- | - | - | - | - | -- | -- | -- |
| Santos        | 13 | 6 | 4 | 1 | 1 | 12 | 5  | +7 |
| Internacional | 8  | 6 | 2 | 2 | 2 | 10 | 6  | +4 |
| The Strongest | 7  | 6 | 2 | 1 | 3 | 5  | 11 | -6 |
| Juan Aurich   | 6  | 6 | 2 | 0 | 4 | 4  | 9  | -5 |

### Gruppo 2

#### Prima giornata
| Arbitro: | Wilmar Roldán |

|                     |           |  |
| Figueroa 50’ (rig.) | Marcatori |  |

| Arbitro: | Roberto Silvera |

|              |           |               |
| Carranza 74’ | Marcatori | 45’ Leo Moura |

#### Seconda giornata
| Arbitro: | Darío Ubriaco |

|                          |           |            |
| Marín 24’ Biancucchi 79’ | Marcatori | 71’ Araujo |

| Arbitro: | Darío Ubriaco |

|                 |           |  |
| Vágner Love 48’ | Marcatori |  |

#### Terza giornata
| Arbitro: | Víctor Hugo Carrillo |

|            |           |  |
| Pavone 71’ | Marcatori |  |

| Arbitro: | José Buitrago |

|                                                       |           |                                         |
| Bottinelli 37’ Ronaldinho 56’ (pen.) Luiz Antônio 63’ | Marcatori | 76’ Zeballos 84’ L. Caballero 88’ Marín |

#### Quarta giornata
| Arbitro: | Enrique Osses |

|  |           |                 |
|  | Marcatori | 5’ 87’ Regueiro |

| Arbitro: | Enrique Osses |

|                                    |           |                                |
| Órteman 6’ Zeballos 52’ Aranda 80’ | Marcatori | 48’ Vágner Love 77’ Bottinelli |

#### Quinta giornata
| Arbitro: | Víctor Rivera |

|                                                                      |           |  |
| Pavone 13’, 54’ Camoranesi 29’ Regueiro 70’ Valeri 77’ S. Romero 84’ | Marcatori |  |

| Arbitro: | Martín Emilio Vázquez |

|                              |           |                            |
| Figueroa 33’, 82’ Gaibor 90’ | Marcatori | 8’ (aut.) Bagüí 42’ Deivid |

#### Sesta giornata
| Arbitro: | Wilmar Roldán |

|                                          |           |  |
| Welinton 17’ Deivid 41’ Luiz Antônio 49’ | Marcatori |  |

| Arbitro: | Roberto Silvera |

|                                |           |                                         |
| Castorino 45+1’ Zeballos 90+1’ | Marcatori | 66’ Mondaini 87’ Mena 90+2’ J. Quiñónez |

| Squadra  | Pt | G | V | N | P | GF | GS | DR |
| -------- | -- | - | - | - | - | -- | -- | -- |
| Lanús    | 10 | 6 | 3 | 1 | 2 | 11 | 6  | +5 |
| Emelec   | 9  | 6 | 3 | 0 | 3 | 7  | 8  | -1 |
| Flamengo | 8  | 6 | 2 | 2 | 2 | 12 | 10 | +2 |
| Olimpia  | 7  | 6 | 2 | 1 | 3 | 10 | 16 | -6 |

### Gruppo 3

#### Prima giornata
| Arbitro: | Julio Quintana |

|                         |           |  |
| Herrera 64’ Cordero 65’ | Marcatori |  |

| Arbitro: | Patricio Loustau |

|            |           |              |
| Ovelar 43’ | Marcatori | 37’ Ferreira |

#### Seconda giornata
| Arbitro: | Enrique Cáceres |

|              |           |                                 |
| Rodríguez 1’ | Marcatori | 62’ Díaz 66’ Herrera 84’ Pineda |

| Arbitro: | Pablo Lunati |

|                   |           |                            |
| Gutiérrez 19’ 26’ | Marcatori | 52’ Hernández 60’ Quiñónes |

#### Terza giornata
| Arbitro: | Claudio Puga |

|             |           |           |
| Herrera 45’ | Marcatori | 83’ Andía |

| Arbitro: | Juan Soto |

|  |           |              |
|  | Marcatori | 80’ Ferreira |

#### Quarta giornata
| Arbitro: | Víctor Rivera |

|                        |           |          |
| Álvarez 30’ Campos 39’ | Marcatori | 22’ Ruiz |

| Arbitro: | Patricio Polic |

|                      |           |              |
| Ovelar 7’ Gazale 87’ | Marcatori | 85’ Villagra |

#### Quinta giornata
| Arbitro: | Paulo César de Oliveira |

|                                  |           |  |
| Vélez 45’ Páez 85’ Hernández 90’ | Marcatori |  |

| Arbitro: | Héber Lopes |

|                         |           |             |
| Leal 17’ E. Herrera 66’ | Marcatori | 82’ Cantero |

#### Sesta giornata
| Arbitro: | Federico Beligoy |

|                       |           |             |
| Cárdenas 22’ Páez 34’ | Marcatori | 12’ Vecchio |

| Arbitro: | Carlos Vera |

|                                  |           |  |
| Frontini 1’ Flores 27’ Lizio 48’ | Marcatori |  |

| Squadra              | Pt | G | V | N | P | GF | GS | DR |
| -------------------- | -- | - | - | - | - | -- | -- | -- |
| Unión Española       | 10 | 6 | 3 | 1 | 2 | 9  | 6  | +3 |
| Bolívar              | 10 | 6 | 3 | 1 | 2 | 9  | 7  | +2 |
| Universidad Católica | 6  | 6 | 1 | 3 | 2 | 6  | 11 | -5 |
| Junior               | 7  | 6 | 2 | 1 | 3 | 8  | 8  | 0  |

### Gruppo 4

#### Prima giornata
| Arbitro: | Antonio Arias Alvarenga |

|         |           |  |
| Fred 2’ | Marcatori |  |

| Barinas 14 febbraio 2012, ore 19:45 UTC-4:30 | Zamora        | 0 – 0 referto | Boca Juniors | Estadio Agustín Tovar\| Arbitro: \| José Buitrago \| |
| Arbitro:                                     | José Buitrago |               |              |                                                      |

#### Seconda giornata
| Arbitro: | Enrique Osses |

|                                       |           |  |
| Ortiz 1’ Carbonero 15’ Leguizamón 43’ | Marcatori |  |

| Arbitro: | Carlos Amarilla |

|            |           |                  |
| Somoza 46’ | Marcatori | 9’ Fred 54’ Deco |

#### Terza giornata
| Arbitro: | Pablo Lunati |

|                        |           |                        |
| C. Rodríguez 9’ (aut.) | Marcatori | 28’ Mouche 67’ Ledesma |

| Arbitro: | Patricio Polic |

|              |           |  |
| Anderson 57’ | Marcatori |  |

#### Quarta giornata
| Arbitro: | Patricio Loustau |

|                              |           |  |
| Ledesma 49’ Sánchez Miño 88’ | Marcatori |  |

| Arbitro: | Carlos Vera |

|  |           |                  |
|  | Marcatori | 78’ Rafael Sóbis |

#### Quinta giornata
| Arbitro: | Julio Quintana |

|  |           |                  |
|  | Marcatori | 29’ (rig.) Caffa |

| Arbitro: | Darío Ubríaco |

|  |           |                                |
|  | Marcatori | 33’ Cvitanich 74’ Sánchez Miño |

#### Sesta giornata
| Arbitro: | Roberto Silvera |

|                |           |                                  |
| N. Aguirre 80’ | Marcatori | 34’ Carlinhos 90+2’ Rafael Moura |

| Arbitro: | Raúl Orozco |

|                         |           |  |
| Blandi 67’ Riquelme 74’ | Marcatori |  |

| Squadra      | Pt | G | V | N | P | GF | GS | DR |
| ------------ | -- | - | - | - | - | -- | -- | -- |
| Fluminense   | 15 | 6 | 5 | 0 | 1 | 7  | 4  | +3 |
| Boca Juniors | 13 | 6 | 4 | 1 | 1 | 9  | 3  | +6 |
| Arsenal      | 6  | 6 | 2 | 0 | 5 | 6  | 7  | -1 |
| Zamora       | 1  | 6 | 0 | 1 | 5 | 0  | 8  | -8 |

### Gruppo 5

#### Prima giornata
| Arbitro: | José Buitrago |

|                |           |                             |
| Alecsandro 73’ | Marcatori | 30’ (aut.) Dedé 45’ Sánchez |

| Arbitro: | Martín Emilio Vázquez |

|                                                               |           |           |
| Civelli 46’ Aquino 66’ (rig.) Caballero 78’ Ibáñez 90’ (aut.) | Marcatori | 27’ Arroe |

#### Seconda giornata
| Arbitro: | Saúl Laverni |

|             |           |                           |
| Aguirre 24’ | Marcatori | 58’ Samudio 63’ Caballero |

| Arbitro: | Diego Abal |

|                                                    |           |                          |
| Ramos 20’ (aut.) Dedé 59’ Juninho Pernambucano 80’ | Marcatori | 17’ Charquero 85’ Ibáñez |

#### Terza giornata
| Arbitro: | Wilmar Roldán |

|                  |           |  |
| J. Fernández 15’ | Marcatori |  |

| Arbitro: | Enrique Osses |

|           |           |                 |
| Núñez 69’ | Marcatori | 16’ Diego Souza |

#### Quarta giornata
| Arbitro: | Wilmar Roldán |

|                                         |           |  |
| Juninho Pernambucano 52’ Alecsandro 61’ | Marcatori |  |

| Arbitro: | Néstor Pitana |

|                   |           |  |
| Tabaré Viudez 68’ | Marcatori |  |

#### Quinta giornata
| Arbitro: | Saúl Laverni |

|            |           |                         |
| Curiel 76’ | Marcatori | 17’, 70’ Fellipe Bastos |

| Arbitro: | Omar Ponce |

|                           |           |           |
| Velázquez 65’ Cáceres 90’ | Marcatori | 9’ Viudez |

#### Sesta giornata
| Arbitro: | Pablo Lunati |

|  |           |                 |
|  | Marcatori | 56’ Diego Souza |

| Arbitro: | Juan Soto |

|             |           |                       |
| Hurtado 22’ | Marcatori | 53’ Camacho 74’ Núñez |

| Squadra       | Pt | G | V | N | P | GF | GS | DR |
| ------------- | -- | - | - | - | - | -- | -- | -- |
| Libertad      | 13 | 6 | 4 | 1 | 1 | 11 | 7  | +4 |
| Vasco da Gama | 13 | 6 | 4 | 1 | 1 | 10 | 6  | +4 |
| Nacional      | 6  | 6 | 2 | 0 | 4 | 5  | 7  | -2 |
| Alianza Lima  | 3  | 6 | 1 | 0 | 5 | 5  | 12 | -7 |

### Gruppo 6

#### Prima giornata
| Arbitro: | Néstor Pitana |

|            |           |               |
| Bogado 20’ | Marcatori | 5’ 28’ Orozco |

| Arbitro: | Wilmar Roldán |

|                |           |            |
| S. Herrera 21’ | Marcatori | 90+4’ Ralf |

#### Seconda giornata
| Arbitro: | Imer Machado |

|                                           |           |  |
| Cortés 18’ Perea 54’ Orozco 78’ Villa 81’ | Marcatori |  |

| Arbitro: | Enrique Osses |

|                               |           |  |
| Danilo 38’ Jorge Henrique 67’ | Marcatori |  |

#### Terza giornata
| Arbitro: | Alfredo Intriago |

|                                 |           |                              |
| Cano 50’ (rig.) 72’ Torales 81’ | Marcatori | 30’ P. Fernández 79’ Chourio |

| Città del Messico 14 marzo 2012, ore 19:00 UTC-6 | Cruz Azul | 0 – 0 referto | Corinthians | Estadio Azul (Carlos Vera spett.)\| Arbitro: \| ECU \| |
| Arbitro:                                         | ECU       |               |             |                                                        |

#### Quarta giornata
| Arbitro: | Martín Emilio Vázquez |

|            |           |  |
| Danilo 35’ | Marcatori |  |

| San Cristóbal 27 marzo 2012, ore 20:00 UTC-4:30 | Deportivo Táchira | 0 – 0 referto | Nacional | Estadio Polideportivo de Pueblo Nuevo\| Arbitro: \| Raúl Orozco \| |
| Arbitro:                                        | Raúl Orozco       |               |          |                                                                    |

#### Quinta giornata
| Arbitro: | Darío Ubriaco |

|           |           |             |
| Parra 19’ | Marcatori | 83’ Giménez |

| Arbitro: | Patricio Loustau |

|             |           |                                          |
| Peralta 69’ | Marcatori | 29’ Jorge Henrique 52’ Emerson 70’ Élton |

#### Sesta giornata
| Arbitro: | Patricio Polic |

|                                                                                      |           |  |
| Danilo 17’ Paulinho 26’ Jorge Henrique 62’ Emerson Sheik 70’ Liédson 72’ Douglas 83’ | Marcatori |  |

| Arbitro: | Víctor Hugo Carrillo |

|                                             |           |               |
| Orozco 20’ Maranhão 45’ Bravo 65’ Perea 80’ | Marcatori | 43’ Cristaldo |

| Squadra           | Pt | G | V | N | P | GF | GS | DR  |
| ----------------- | -- | - | - | - | - | -- | -- | --- |
| Corinthians       | 14 | 6 | 3 | 2 | 0 | 13 | 2  | +11 |
| Cruz Azul         | 11 | 6 | 3 | 2 | 1 | 11 | 4  | +7  |
| Nacional          | 4  | 6 | 1 | 1 | 4 | 6  | 13 | -7  |
| Deportivo Táchira | 3  | 6 | 0 | 3 | 4 | 4  | 15 | -11 |

### Gruppo 7

#### Prima giornata
| Arbitro: | Enrique Osses |

|  |           |                                     |
|  | Marcatori | 41’ Ramírez 81’ Óbolo 85’ Domínguez |

| Arbitro: | Juan Soto |

|                |           |             |
| Arellano 90+2’ | Marcatori | 7’ Alustiza |

#### Seconda giornata
| Arbitro: | Héber Lopes |

|                                |           |  |
| Alemán 22’ (rig.) Callorda 78’ | Marcatori |  |

| Arbitro: | Leandro Pedro Vauden |

|                         |           |  |
| Óbolo 67’ Insúa 81’ 82’ | Marcatori |  |

#### Terza giornata
| Arbitro: | José Buitrago |

|                                                 |           |  |
| Alustiza 45+3’ (pen.) Martínez 47’ Saritama 70’ | Marcatori |  |

| Arbitro: | Marlon Escalante |

|            |           |  |
| Fierro 10’ | Marcatori |  |

#### Quarta giornata
| Arbitro: | Wilson Seneme |

|                 |           |  |
| J. Martínez 89’ | Marcatori |  |

| Arbitro: | Enrique Cáceres |

|             |           |  |
| Olivera 70’ | Marcatori |  |

#### Quinta giornata
| Arbitro: | Víctor Hugo Carrillo |

|                        |           |  |
| Checa 36’ Bevacqua 63’ | Marcatori |  |

| Arbitro: | Henry Gambetta |

|  |           |                             |
|  | Marcatori | 69’ A. Fernández 89’ Pratto |

#### Sesta giornata
| Arbitro: | Sandro Ricci |

|                  |           |                                        |
| Insúa 63’ (rig.) | Marcatori | 6’ Olivera 37’ D. Rodríguez 46’ Britos |

| Arbitro: | Wilmar Roldán |

|                                          |           |  |
| Alustiza 17’ 27’ 70’ 86’ F. Martínez 64’ | Marcatori |  |

| Squadra            | Pt | G | V | N | P | GF | GS | DR  |
| ------------------ | -- | - | - | - | - | -- | -- | --- |
| Vélez Sársfield    | 12 | 6 | 4 | 0 | 2 | 10 | 6  | +4  |
| Deportivo Quito    | 10 | 5 | 3 | 1 | 2 | 11 | 4  | +7  |
| Defensor Sporting  | 9  | 6 | 3 | 0 | 3 | 6  | 7  | -3  |
| Chivas Guadalajara | 4  | 6 | 1 | 1 | 4 | 2  | 12 | -10 |

### Gruppo 8

#### Prima giornata
| Arbitro: | Víctor Hugo Carrillo |

|                        |           |  |
| Valencia 27’ Pabón 80’ | Marcatori |  |

| Arbitro: | Raúl Orosco |

|            |           |  |
| Villar 51’ | Marcatori |  |

#### Seconda giornata
| Arbitro: | Carlos Amarilla |

|  |           |                              |
|  | Marcatori | 8’ 49’ Córdoba 64’ 77’ Pabón |

| Arbitro: | Wilson Seneme |

|                                                           |           |            |
| Júnior Fernándes 29’ 45’ 72’ Lorenzetti 34’ Henríquez 90’ | Marcatori | 53’ Sigali |

#### Terza giornata
| Arbitro: | Omar Andrés Ponce |

|             |           |                      |
| Freitas 21’ | Marcatori | 34’ Júnior Fernándes |

| Arbitro: | Leandro Vuaden |

|                                  |           |                                              |
| Caruso 8’ 68’ 89’ R. Ramírez 33’ | Marcatori | 13’ Mosquera 29’ (aut.) Sigali 54’ 69’ Pabón |

#### Quarta giornata
| Arbitro: | Héber Lopes |

|                        |           |                           |
| Mosquera 2’ 61’ (rig.) | Marcatori | 23’ Curbelo 34’ Castillón |

| Arbitro: | Leandro Vuaden |

|                       |           |            |
| M. Rodríguez 2’ 90+1’ | Marcatori | 51’ Valdez |

#### Quinta giornata
| Arbitro: | Carlos Amarilla |

|  |           |                 |
|  | Marcatori | 45+2’ Henríquez |

| Arbitro: | Joaquín Artequera |

|                                  |           |  |
| Murillo 7’ Pabón 44’ Álvarez 59’ | Marcatori |  |

#### Sesta giornata
| Arbitro: | Víctor Rivera |

|                               |           |           |
| M. Rodríguez 10’ González 68’ | Marcatori | 62’ Pabón |

| Arbitro: | Ricardo Marques Ribeiro |

|                                     |           |                                   |
| Zambrana 37’ 73’ Mora 50’ Pérez 61’ | Marcatori | 12’ Nicolás Sánchez 19’ Sevillano |

| Squadra              | Pt | G | V | N | P | GF | GS | DR |
| -------------------- | -- | - | - | - | - | -- | -- | -- |
| Universidad de Chile | 13 | 6 | 4 | 1 | 1 | 11 | 6  | +5 |
| Atlético Nacional    | 11 | 6 | 3 | 2 | 1 | 16 | 8  | +8 |
| Godoy Cruz           | 5  | 6 | 1 | 2 | 3 | 10 | 16 | -6 |
| Peñarol              | 4  | 6 | 1 | 1 | 4 | 6  | 13 | -7 |